# Orrore ad Amityville
Orrore ad Amityville (The Amityville Horror) è un romanzo horror scritto da Jay Anson nel 1977, ispirato a presunti fatti accaduti nella casa al numero 112 Ocean Avenue di Amityville, Long Island. La prima pubblicazione fu nel 1977, da allora si contano 13 ristampe. Le vendite registrarono oltre 10 milioni di copie.

## Trama
Il racconto si ispirò a dei fatti realmente accaduti a George e Kathy Lutz che, insieme ai tre figli di lei, nel dicembre 1975 si trasferirono nella casa 112 Ocean Avenue di Amityville, Long Island. La casa era già nota alla cronaca, in quanto l'anno precedente Ronald DeFeo Jr. sterminò brutalmente sei membri della sua famiglia. Dopo 28 giorni, i Lutz lasciano la casa, in preda al terrore, sostenendo di aver vissuto dei fenomeni paranormali di carattere demoniaco al suo interno.

## Critiche
Fin dalla sua prima pubblicazione, il libro fu oggetto di diverse critiche. Scrittori e ricercatori si misero subito all'opera per individuare qualche incoerenza con quanto realmente accaduto. In particolare Stephen Kaplan, studioso di fenomeni paranormali, sostenne più volte la tesi della storia inventata, fino a essere contattato dallo stesso George Lutz, con il quale ebbe accese discussioni in merito. Kaplan cominciò ad accusare anche lo scrittore Jay Anson, sostenitore della bontà dei racconti dei Lutz. Furono quindi chiamati degli allora esperti di demonologia e fenomeni paranormali, tali Ed e Lorraine Warren, che raccolsero, per anni, prove per confermare i racconti dei Lutz.
Lo scontro tra i ricercatori durò per molto tempo, Kaplan cedette, chiedendo pubblicamente scusa ai Ed e Lorraine Warren in un programma radiofonico, dichiarando « Non andrò mai più contro i Warren ». Tuttavia, nel 1995 lo stesso Kaplan scrisse, insieme alla moglie, il libro The Amityville Horror Conspiracy, nel quale riprese la sua tesi sulla falsità degli eventi. Il dibattito sulla veridicità dei fenomeni di Amityville continuò ad essere controversa, ma rimane comunque uno dei casi più studiati nella ricerca sul paranormale.

## Avvenimenti legati al libro
La realizzazione del romanzo fu funestata da alcuni avvenimenti:
- Mentre stava scrivendo il libro, Anson ebbe un infarto. Durante la sua convalescenza a Long Island in casa della sorella, lo scrittore faticò a continuare il libro, poiché turbato da una forte nausea. Quando tornò a New York, le nausee sparirono e poté riprendere a scrivere.[5] Tuttavia, un secondo infarto, soltanto tre anni dopo, terminerà la sua esistenza.
- Terminato il manoscritto originale, lo scrittore ne consegnò una copia al suo editore, al quale prese quasi subito dopo fuoco l'automobile.[5]
- Lo scrittore diede una copia del manoscritto ad un amico, il quale la mise nel bagagliaio della sua auto. Poco dopo, durante un temporale, l'uomo finì con l'auto in un fossato, e per poco non morì annegato insieme al figlio. L'unica cosa che si salvò della macchina fu proprio la copia del manoscritto.[5]
- Lo scrittore diede i primi due capitoli ad un'amica, Frances Evans. Lei li portò a casa, e quella stessa sera morì con le sue due figlie in un incendio.
- Stephen Kaplan, che più di tutti confutò il libro, morì forse per un attacco di cuore una settimana prima che fosse pubblicato il suo libro The Amityville Horror Conspiracy, nel quale riprese a ribadire che la storia di Amityville era tutta una farsa.

## Al cinema
Il romanzo fu portato due volte sullo schermo:
- Amityville Horror (The Amityville Horror) (1979)
- Amityville Horror (The Amityville Horror) (2005)
- Furono fatti anche altri film intorno alla serie, quali: Amityville Possession (1982), Amityville 3D (1983), Amityville Horror - La fuga del diavolo (1989), Amityville - Il ritorno (1990), Amityville 1992: It's About Time (1992), Amityville: A New Generation (1993), Amityville Dollhouse (1996), The Amityville Haunting (2011), The Amityville Asylum (2013), Amityville - Il risveglio (2017).

## Edizioni
- Jay Anson, Orrore ad Amityville, traduzione di Mario Baccianini, collana Saggi Sonzogno, Sonzogno, 1979,  p. 212.
- Jay Anson, Orrore ad Amityville, traduzione di Mario Baccianini, Club degli Editori, 1979,  p. 212.
- Jay Anson, Orrore ad Amityville, traduzione di Mario Baccianini, collana Tenebre, Euroclub, 1983,  p. 238.